# Município de Bern (condado de Athens, Ohio)
Localização do Ohio nos E.U.A.
O município de Bern (em inglês: Bern Township) é um município localizado no condado de Athens no estado estadounidense de Ohio. No ano 2010 tinha uma população de 572 habitantes e uma densidade populacional de 7,03 pessoas por km².

## Geografia
O município de Bern encontra-se localizado nas coordenadas 39° 24′ 12″ N, 81° 53′ 06″ O. Segundo a Departamento do Censo dos Estados Unidos, o município tem uma superfície total de 81.4 km², da qual 81,02 km² correspondem a terra firme e (0,46 %) 0,37 km² é água.

## Demografia
Segundo o censo de 2010, tinha 572 pessoas residindo no município de Bern. A densidade de população era de 7,03 hab./km².